# بول (عملة معدنية)
هي عملة تاريخية متداولة في تركستان الروسية. استُخدمت البول في القبيلة الذهبية، وأفغانستان، وبخارى، وخانية جغتاي، وخانية قوقند، وخانية زونغار، وغيرها من الإمارات الأوراسية. كانت عملة نحاسية صغيرة جدًا، 1/60 من ألتين. 

## علم أصول الكلمات
من الفارسية الوسطى *pōl، استعارة من اليونانية القديمة ὀβολός (obolós).

## في القبيلة الذهبية
في القبيلة الذهبية، حُددت عملات البول رسميًا بسعر 16 بولًا لكل دانيك، كما هو مُحدد على العديد من عملات البول، وكانت البنوك تُسكّها غالبًا بناءً على طلب العملاء من القطاع الخاص الذين استبدلوا نحاسهم الخام بعملات معدنية. غالبًا ما تلاعب الخانات ومستشاروهم الماليون بالقيمة السوقية لعملات البول بإصدار عملات جديدة تحمل نقش "بول جديد"، مع إعلان جميع عملات البول الأخرى المتداولة أنها لم تعد صالحة للتبادل، واضطر السكان إلى استبدال عملات البول القديمة بأخرى جديدة. وبشكل عام، كانت عملات البول الأحدث أثقل وزنًا، على الرغم من أن أوزانها لم تكن قياسية. رسميًا، ظلت ثابتة عند 16 بولًا لكل دانيك، إلا أن هذا كان رمزيًا بحتًا، وأصدرت العديد من الحكومات المحلية أسعار صرف خاصة بها. 

## Dzungar pūls تحت حكم المانشو
بعد غزو المانشو لخانية دزونغار، عرضت حكومة تشينغ عملات بول لاستبدالها بـ "النقد الأحمر" بنسبة بولين مقابل نقد واحد، ولكن بعد عام ١٧٦٢، عُدِّلت النسبة إلى ١:١. في عهد أسرة تشينغ، استمر إنتاج عملات بول حتى عام ١٧٤٥، وتوقف المانشو عن سحبها من التداول لسك "النقد الأحمر" عام ١٧٦٨. عادت كميات صغيرة من عملات بول إلى السوق خلال ثورة دونغان (١٨٦٢-١٨٧٧).

### عملات بول ليعقوب بك
أصدر زعيم الطاجيكيين دونغان يعقوب بك أول عملات بول تحمل اسم الزعيم الخوقندي الراحل ملا خان (1858-1862)، وعلى الرغم من أنها سُكّت في كاشغر، شينجيانغ، فقد حملت نقش "سُكّت في دار سك العملة في خوقند"، ومع ذلك، بدءًا من عام 1873، أُنتجت عملات معدنية جديدة في عهد يعقوب بك تحمل اسم عبد العزيز، سلطان الإمبراطورية العثمانية، وهذه المرة حملت هذه البول نقش "سُكّت في دار سك العملة في كاشغر، العاصمة".

## عملات بول في خانية قوقند
اعتمد النظام النقدي لخانية قوقند على تدفق العملات الأجنبية إلى أراضيها، وخاصةً عملات بخارى. ومع ذلك، في عهد ناربوتا بيك، سُنّت إصلاحات نقدية لإنتاج عملات محلية، عُرفت باسم "العملة السوداء"، وفي وقت طرحها، كان بإمكان بول واحد شراء خروف. وكانت دار سك العملة في الخانية قادرة على إنتاج 1000 عملة يوميًا.
كان التبادل بين العملات النحاسية والفضية والذهبية وكذلك القوة الشرائية لعملات كوكاندي بولز يتغير غالبًا، وكان وزن كوكاندي بولز 1 مثقال (4.55 جرام)، وفي خمسينيات القرن التاسع عشر كان هناك حاجة إلى 6 بولات لميري واحد، و24 بولًا لعملة فضية. قُدرت قيمة العملات الفضية التي سكها مينجباشي مسلمونكول بـ 24-32 بولًا، وفي سبعينيات القرن التاسع عشر تراوحت بين 42 و64 بولًا وكان أعلى سعر صرف عند 100 بول. بشكل عام، كانت قيمة 3 بولات كوكندية تساوي كوبيكا فضية روسية واحدة، كما كانت بولات كوكندية متداولة أيضًا في خانات خيوة وإمارة بخارى ومدينة كاشغر الصينية.

## عملات بول من طشقند
في عام ١٧٨٤، استقلت طشقند عن خانية كازاخستان، وأعقب ذلك لفترة وجيزة حكمٌ متزامنٌ لأربعة حكام (مسؤولي دوائر القضاء)، تولى الحاكم شيخانتور زمام الأمور من الآخرين وأعلن نفسه الحاكم الوحيد لطشقند. ولأن لقب الحاكم كان يُنتخب، فقد أُطلق على هذه الفترة من تاريخ طشقند أحيانًا اسم "جمهورية طشقند"، وخلال هذه الفترة أصدرت طشقند عملاتها النحاسية (أو الفلوس ) والتانغا الفضية.
كانت عملات بول المنتجة في طشقند عمومًا ذات حجمين، حيث كان قطر الفئة الأقل بول بين 14 و17 ملم، بينما كانت العملات ذات القيمة الأعلى بين 20 و24 ملم. غالبًا ما كانت العملات تحتوي على علامة سك طشقند باللغة الفارسية باسم "عملات طشقند" (بالفارسية : ضرب تاشكن)، وكان عليها نعمة فارسية مكتوب عليها "عاقبت خير باد" (بالفارسية: عاقبت خير باد). غالبًا ما كان وجه عملات بول طشقند لا يحمل أي علامات سك بل صورًا مختلفة مثل القطط والطيور والأسماك أو المخلوقات الأسطورية. استمر إنتاج هذه العملات حتى ضمت خانية قوقند طشقند عام 1809.

## الأدب
- أوزدينيكوف ف. عملات معدنية من روسيا (1700-1917): الطبعة الثالثة. موسكو، كتب جامعي؛ IP Media Inc.، 2004 (Узденников V. Monetы России (1700–1917): Издание trетье. — M.: Collector's Books; IP Media Inc.، 2004).
- ألبوم، ص. 1998. قائمة بالعملات الإسلامية، الطبعة الثانية.
- بوسورث، سي إي 1996. السلالات الإسلامية الجديدة. نيويورك: مطبعة جامعة كولومبيا.
- بريغل، ي. 1988. سيف “مانجيت/مانجيتس” في موسوعة الإسلام، الطبعة الجديدة، 6: 417-419.
- Burnasheva، R. 1967. Monety Bukharskogo Khanstva pri Mangytakh: Epigrafika Vostoka، 18: 113-128. 4 أطباق، 3 طاولات. (شاه مراد وحيدر طرة وحسين).
- Burnasheva، R. 1972. Monety Bukharskogo Khanstva pri Mangytakh: Epigrafika Vostoka، 21:69-80. 4 طاولات (نصر الله، مظفر، عبد الأحد، عالم خان).
- دافيدوفيتش، EA 1964. Istoriia Monetnogo Dela Srednei Azii XVII-XVIII vv. [الذهب والفضة عند الجانيين]. دوشانبي.
- فيدوروف، م. 2002. "تداول النقود في عهد الجانديين والمانغيت في بخارى، وخانات خوقند وخيوة". ملحق نشرة مكتب الإحصاء الوطني رقم 171.
- كينيدي، هـ.، محرر 2002. أطلس تاريخي للإسلام. بريل.
- كراوس، سي إل، وسي ميشلر. 2002. الكتالوج القياسي للعملات العالمية، 1701-1800، الطبعة الثالثة.
- كراوس، سي إل، وسي ميشلر. 2004. الكتالوج القياسي للعملات العالمية، 1801-1900، الطبعة الرابعة.
- كراوس، سي إل، وسي ميشلر. 2005. الكتالوج القياسي للعملات العالمية، الطبعة الثانية والثلاثون.
- لين-بول، س. ١٨٨٢. عملات بخارى في المتحف البريطاني: سلالة مانجيت، ٧٤-٨٥. (لا توجد عملات AE مدرجة).
- توري، سي سي 1950. "العملات الذهبية لخوقند وبخارى". ملاحظات ودراسات نقدية 117.